# 布姜加·马尼克
《布姜加·马尼克》（Bujangga Manik）是一部巽他语八音句叙事诗，是古典巽他语文学保存下来的不多的作品之一。自1627或1629年起，记有该诗的棕榈叶便被保存在牛津大学博德利图书馆。全诗一共抄写在29片棕榈叶上，每片上大约写有56行八音节诗句。最后一篇叶子有破损，不仅结尾从缺，还有其它两个裂口。最初的裂口出现在第26片棕榈叶、第1476行上。
这部叙事诗的主角是查亚帕库安王子，别名布姜加·马尼克，一名巽他印度教修士，同时也是巴固安巴查查兰（巽他王国首都）的王子，他崇尚宗教生活。作为修士他从帕库安帕查查兰出发，游历了爪哇中部和东部然后返回，后来又游览了巴厘岛。在返回的路上他在西爪哇的一座山上开始了苦行，最后终老于彼处。全诗的最后大篇幅的叙述他的灵魂是如何飞升向天堂的。
游记中相当大的部分是在详细描写第一次旅行中最初和最后两段旅途，既从巴固安巴查查兰到勿里碧以及从巽他格拉巴到巴固安巴查查兰（在抄本保留下来的1641行中占了125行），记述第二次旅行的内容也占了550行。这些描写主要是提及了沿途经过的地区和山川的名字。全诗提及了450个地名，主要是爪哇岛的地名。